# Nicolai Rusol
Nicolai Rusol (n. 26 decembrie 1983) este un politolog din Republica Moldova, deputat în  legislatura 2021-2025 a Parlamentului Republicii Moldova, reprezentant al Blocului Comuniștilor și Socialiștilor (BCS).

## Biografie
Nicolai Rusol a lucrat ca administrator al rețelelor de informatizare la câteva instituții medicale.

### Activitate politică
Rusol a devenit membru al Partidului Comuniștilor din Republica Moldova (PCRM) în 2016, urmând ca din 2019 să fie coordonator al organizației de partid din municipiul Chișinău. A lucrat în Parlament în calitate de șef al Cabinetului președintelui fracțiunii parlamentare a PCRM (2018-2019) și asistent al unui deputat (2012-2018).
În 2015, a devenit consilier în Consiliul municipal Chișinău pe lista PCRM.
A candidat cu numărul 31 pe lista Blocului Comuniștilor și Socialiștilor la alegerile parlamentare din 2021 și a acces în parlament.